# Neresnica
Neresnica (em cirílico:Нересница) é uma vila da Sérvia localizada no município de Kučevo, pertencente ao distrito de Braničevo, na região de Zvižd. A sua população era de 2140 habitantes segundo o censo de 2009.

## Demografia
| 1948  | 1953  | 1961  | 1971  | 1981  | 1991  | 2002  |
| ----- | ----- | ----- | ----- | ----- | ----- | ----- |
| 3 456 | 3 584 | 3 729 | 3 730 | 3 469 | 3 128 | 2 365 |